# Frédéric Lerner
Pour les articles homonymes, voir Lerner.
Frédéric Lerner est un auteur-compositeur-interprète français.

## Biographie
Avant de démarrer dans la musique, il passe son BTS Commerce mais ne poursuit pas dans cette voie et s'inscrit au cours Florent. Le single Cybélia sera d'ailleurs proposé à Frédéric pendant ses deux années d'études théâtrales[réf. nécessaire].
En l'an 2000, il sort son premier album intitulé On partira, qui contient des chansons comme Si tu m'entends, On partira ou Cybelia. L'album se vend à plus de 100 000 exemplaires[réf. nécessaire]. Le premier single "Si tu m'entends" est écrit par Robert Goldman. Il sera le titre français le plus diffusé en radio en 2001.
En 2003, Frédéric Lerner assure, pour la promo de son nouvel album Être libre, la première partie de Johnny Hallyday. L'album Être libre contient la chanson éponyme qui évoque sans le nommer le SIDA.
Entre-temps, il fait un duo avec la chanteuse suédoise Indra sur le single Besoin de vous ,.
En 1999, aidé de Laurent Alvarez, (qui compose le riff principal), il met en forme le générique de Un gars, une fille, feuilleton quotidien de France 2 couronné par un sept d’or en 2002 et élu meilleur générique de série télé de la dernière décennie,. Il a également fait des voix-off durant cette série et apparaît dans plusieurs épisodes pour jouer avec Alexandra Lamy et Jean Dujardin.
En 2007,  il sort son troisième opus Ça passe ou ça casse aux influences pop rock. Le premier single du même nom passe sur de nombreuses radios et le grand succès de l'album Plus là, lui permet d'atteindre son meilleur classement au sein des ventes de singles en janvier 2008, à savoir la troisième place(Pendant 6 semaines). Cet album contient aussi la chanson Ça fait mal qui est un hommage à Ilan Halimi, torturé et assassiné par la bande de Youssouf Fofana ainsi que Maïsha Africa qu'il chante avec Ben Kayiranga pour soutenir l'association fondée par Sonia Rolland.
Le 12 février 2008, il joue à guichet fermé à l'Olympia. Suivront plusieurs dates à travers la France.
En novembre 2011, Frédéric Lerner participe au Gala de Bienfaisance parrainé par Renaud Hantson pour l'association « Ensemble Contre la Sclérose en plaques ».
En février 2013, un nouveau single Une autre vie est annonciateur d'un nouvel album, il prend une nouvelle direction musicale en mélangeant ses propres influences pop/rock avec des sonorités plus "world music", à la suite de sa rencontre en Afrique avec Mister Ndanga, qui a notamment collaboré avec Youssou N'Dour et les Fugees.
Novembre 2013, il compose We Only Have One World en collaboration avec Lionel Ritchie, aux paroles franco-anglaise, Ritchie en anglais, Lerner en français.
En 2017, Frédéric Lerner participe à la création des deux nouveaux singles du DJ Kygo. Ghost créateur, il participe à la mélodie de Stargazing notamment.
En 2020, Frédéric Lerner annonce être en studio pour un nouvel album intitulé 1982.

## Discographie

### Albums
- 2000 : On partira

1. Si tu m'entends
2. Cybelia
3. Je l'oublie
4. Grâce à vous
5. Si et seulement si
6. Il ne restera...
7. La règle du je
8. On partira
9. Doucement dors
10. J'ai envie de vivre
11. Mal de toi
12. Tu manques

- 2004 : Être libre

1. Il est temps
2. Il faut se faire l'amour
3. Gagner la course
4. Laisse-moi y croire
5. Plus rien
6. La roue tourne
7. Jamais personne
8. J'irai au bout (Plus loin que tout)
9. Être libre
10. Nos larmes

- 2007 : Ça passe ou ça casse

1. Ça passe ou ça casse
2. Plus là
3. Jusqu'au bout
4. Sans moi
5. Si l'amour...
6. Comme si
7. Maisha Africa
8. Le violon pleure
9. N'importe quoi
10. Ça fait mal
11. Besoin de vous

- 2014 : Muzungu

1. Écoute
2. Une autre vie
3. Tu peux
4. Nisaye Diye (Aidez-moi)
5. Envole-toi
6. Dernier souffle
7. Le jeu de l’amour
8. Après tout ça
9. Nos belles années
10. Le temps des regrets
11. We Only Have One World (duo avec Lionel Richie)
12. Par amour

### Singles
- 2000 : Si tu m'entends
- 2001 : On partira
- 2002 : Cybelia
- 2003 : Il est temps
- 2003 : Il faut se faire l'amour
- 2007 : Ça passe ou ça casse
- 2008 : Plus là
- 2008 : Besoin de vous
- 2008 : Maisha Africa
- 2010 : Après tout ça
- 2013 : Une autre vie
- 2013 : We Only Have One World (duo avec Lionel Richie)
- 2015 : Rester debout

## Filmographie
- 1999 à 2002 : Un gars, une fille d'Isabelle Camus  (Série TV - Voix-off)
- 2016 : En ground and pound de Sabrina Nouchi
- 2016 : Sneaky boy (Série américaine)
- 2018 : Twins de Lamberto Bava
- 2022: Mon milieu de Milo Chiarini